# The Last Mohican

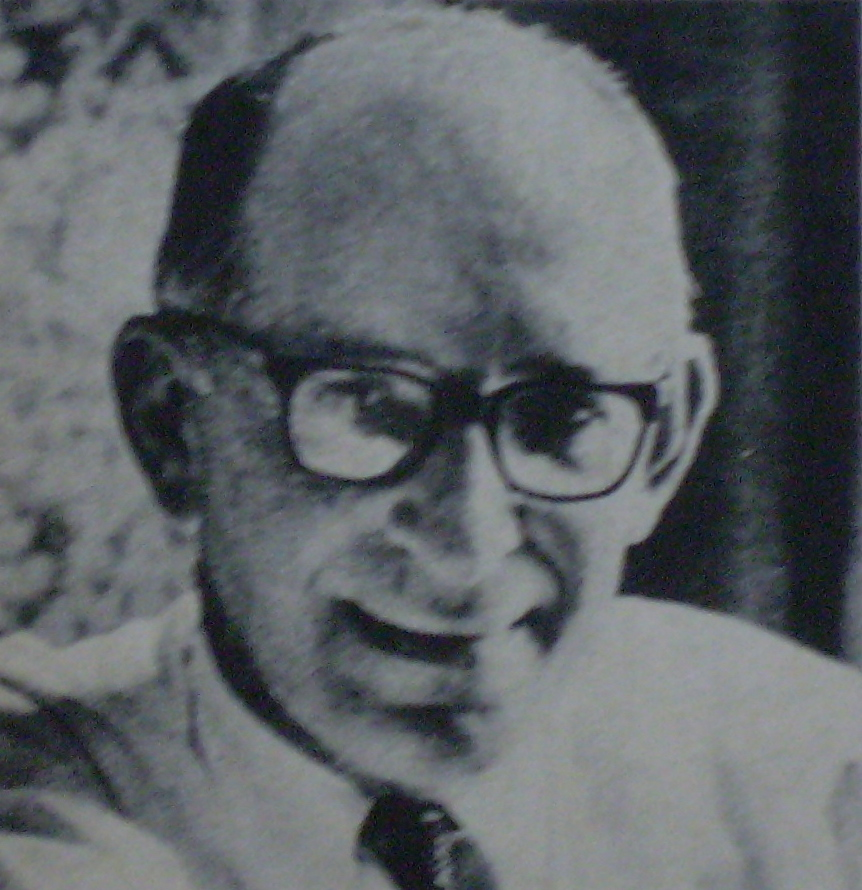
Bernard Malamud, 1970

The Last Mohican (in späteren Fassungen auch unter dem Title Last Mohican erschienen) ist eine Kurzgeschichte von Bernard Malamud, die erstmals im Frühjahr 1958 in der Partisan Review veröffentlicht und im gleichen Jahr in die mit dem National Book Award ausgezeichnete Sammlung The Magic Barrel aufgenommen wurde.
Die Erzählung wurde seitdem in drei leicht voneinander abweichenden Fassungen vielfach anthologisiert, so z. B. ein Jahr nach der Erstveröffentlichung 1959 in der Kurzgeschichtensammlung The Best American Short Stories.
Die deutsche Übersetzung von Annemarie Böll erschien erstmals 1968 unter dem Titel Der letzte Mohikaner in der Sammlung Das Zauberfaß und andere Erzählungen.
Im Zentrum dieser an biblischen, literarischen und historischen Verweisen reichen Kurzgeschichte steht die Konfrontation des amerikanisch-jüdischen Protagonisten Arthur Fidelman aus der Bronx mit den Wirren der Vergangenheit und den schrecklichen Erfahrungen der europäischen Juden. Zur Vollendung einer kritischen Studie über den italienischen Renaissancemaler Giotto reist der geschichtslose, assimilierte Kunststudent und nach eigenen Aussagen gescheiterte Maler Fidelman, der zugleich Malamuds wohl augenscheinlichste Ausprägung der Gestalt des Schlemihls aus der jiddischen Erzähltradition darstellt, nach Rom. Dort begegnet er als seinem geschichtsträchtigen europäischen Gegenspieler, dem ihm unbekannten heimatlosen Juden Shimon Susskind (in der dt. Version: „Süßkind“), der sich von Anfang an als Archetyp des Schnorrers sowie des von der Hand in den Mund lebenden „luftmensch“ zeigt.

## Inhalt
Fidelman kommt aus den Vereinigten Staaten mit einem schäbigen alten Lederkoffer, den er sich von seiner Schwester geborgt hat und als „ein wenig lästig“ empfindet („which embarrassed him slightly“, S. 73), in Rom an. Wie ein amerikanischer Gelehrter auf Forschungsreise ist er traditionell mit einem Tweedanzug und ochsenblutfarbigen gummibesohlten Schuhen bekleidet. In seinem Koffer bewahrt er einen zweiten, leichteren Anzug auf. Sorgsam gehütet hält er in seiner Hand eine neue Schweinsledermappe, in der sich das Manuskript des ersten Kapitels seiner Arbeit über Giotto befindet, für die er in Italien weitere Recherchen betreiben will, um die kritische Studie fertigzustellen.
Arthur Fidelman, der den jüdischen Nachnamen von Malamuds Mutter trägt und dessen Vorname an die mythologische Sagengestalt des kelto-britischen König Arthur erinnert, möchte seine Vergangenheit in Amerika vergessen und in bessere Zukunft in Europa finden. Als Zeichen des Neubeginns und Aufbruchs als „Reisender“ in ein anderes Leben („traveller“, S. 73) hat er sich einen erst kürzlich gesprossten Schnurrbart („a moustache of recent vintage“, S. 74) wachsen lassen. Bei seiner Ankunft zeigt er sich tief bewegt von dem ersten Anblick der Ewigen Stadt und erstaunt über „all die Geschichte“ („all that history“, S. 74).
Bereits auf dem Bahnhof wird er kurz darauf von einem geheimnisvollen Fremden, der sich als Shimon Susskind vorstellt, mit einem „Shalom“ begrüßt. Zögernd („hesitantly“, S. 75) erwidert Fidelman den Gruß Susskinds und gebraucht dabei nach seiner eigenen Erinnerung dieses hebräische Grußwort zum ersten Mal in seinem Leben („uttering the word - so far as he recalled - for the first time in his life“, S. 75). Susskind, der sich als „jüdischer Flüchtling aus Israel“ („Jewish refugee from Israel“, S. 76) darstellt, gibt mit seinen Andeutungen über Erlebnisse in Deutschland, Ungarn und Polen Fidelman zu verstehen, dass er die grausamen Erfahrungen der europäischen Juden im Holocaust geteilt und überlebt habe (S. 76), und bietet sich dem Kunststudenten und Touristen aus den Vereinigten Staaten mehrfach als (Fremden-)Führer („guide“, S. 77 ff.) an. Zugleich bittet er ihn um einen seiner Anzüge (S. 78 ff.).
Fidelman sieht sich jedoch nur von einem aufdringlichen „Bettler“ und „Schnorrer“ belästigt („My God, he thought, a handout for sure. My first hello in Rome and it has to be a schnorrer.“, S. 75) und versucht Susskind mit einem Almosen abzuspeisen (S. 78 f.). Wie er diesem erklärt, könne er auf keinen Fall einen seiner beiden Anzüge entbehren (S. 78).
Fortan wird Fidelman in Rom von Susskind verfolgt, der sich auch mit weiteren Almosen nicht zufriedengibt und bei einem zweiten Zusammentreffen seine Bitte um einen Anzug Fidelmans wiederholt (S. 81 f.), da er für die kalten Nächte keine angemessene Kleidung habe. Auf die erregte Frage Fidelmans in diesem Gespräch, warum er denn für Susskind verantwortlich sein sollte („Am I responsible for you then, Susskind?“, S. 83), erwidert dieser, er sei verantwortlich, weil er ein Mann und ein Jude sei („[...] you are responsible because you are a man. Because you are a Jew [...]“, S. 84), und erinnert damit an das Schlüsselkonzept der Barmherzigkeit (jiddisch: rachmones) in der jüdischen Ethik, d. h. den elementaren Glaubenssatz der zu gegenseitiger Hilfe verpflichtenden Brüderlichkeit und wechselseitigen Verantwortung aller Juden füreinander.
Fidelman weist jedoch eine solche kollektive jüdisch-ethische Verpflichtung zurück und erklärt sich als Individualist, der nicht jedermanns persönliche Lasten tragen könne („I refuse the obligation. I am a single individual and can‘t take erverybody‘s personal burden.“, S. 84). Um sich den Nachstellungen Susskinds zu entledigen, wechselt er sogar sein Hotel. Doch schon am nächsten Tag erscheint der mysteriöse Susskind erneut und bittet ihn ein drittes Mal um einen Anzug (S. 86). Als Fidelman ihn wiederum erbost zurückweist, entgegnet der Flüchtling nur, er möchte nicht immer nur nehmen, sondern würde, wenn er etwas hätte, es ihm gerne geben („I don‘t wish to take only. If I had something to give you, I would give it to you.“, S. 86). Auf Fidelmans Bemerkung, er möge ihm nur etwas Seelenfrieden („some peace of mind“, S. 87) gönnen, erwidert der Fremde beim Abschied, den müsse Fidelman selber finden.
Am Abend stellt Fidelman in seinem Hotelzimmer voller Entsetzen fest, dass seine Aktenmappe mit dem einzigen Exemplar seines Manuskriptes entwendet wurde. Für ihn kommt nur Susskind als Dieb in Frage, auch wenn er nicht den geringsten Beweis für seinen Verdacht hat („Though Fidelman had not the slightest shred of evidence to support his suspicions he could only think of one person - Susskind.“, s. 88).
Ab diesem Punkt kehrt sich das Geschehen um; aus dem Verfolgten wird der Verfolger. Zwar verzichtet Fidelman auf der Questura bei seiner Anzeige auf einen Hinweis auf den ausweislosen Flüchtling, der bereits wegen aus Not erwachsener Vergehen aktenkundig ist, um diesen nicht noch in weitere Schwierigkeiten zu bringen (S. 89). Dennoch hat er nur noch einen Gedanken: Er muss Susskind finden, um sein Manuskript, das für ihn die einzige Grundlage für eine bessere Zukunft bedeutet, zurückzugewinnen. Von Angstträumen gepeinigt, fast völlig verwirrt und zu keiner weiteren Arbeit mehr fähig durchkämmt Fidelman sodann drei Monate lang die Straßen Roms auf der Suche nach dem spurlos verschwundenen Susskind (S. 89 ff.). Er trägt nunmehr eine blaue Baskenmütze, einen Trenchcoat und ein Paar italienischer Schuhe (S. 91).
Mehr und mehr wird Susskinds trotz des zuvor abgelehnten Angebots zu einem „guide“, der ihn durch die Ewige Stadt führt. Auf der Suche nach dem Verschwundenen entdeckt Fidelman indes ein anderes Rom jenseits der antiken Kirchen und Museen: In den Armenvierteln Roms begegnen ihm anstelle der Engel in den kunstgeschichtlichen Werken der alten Meister (S. 80) nun die Bettler, illegalen Hausierer und Prostituierten, die ihn überall ansprechen (S. 90 f.). Er streift zugleich durch die Elendsviertel des jüdischen Ghettos und stößt in einer eisigen Synagoge und auf winterlichen Friedhöfen ebenso auf Opfer der Massenvernichtung (S. 92–94). So erfährt er beispielsweise in der Synagoge, in der Susskind zu beten pflegt, dass der Sohn des Synagogendieners unter jenen 335 Geiseln war, die 1944 auf Befehl Herbert Kapplers, des deutschen Kommandeurs der Sicherheitspolizei von Rom, bei dem Massaker in den Ardeatinischen Höhlen erschossen wurden (S. 92), und liest bei seinem Besuch auf dem Friedhof Cimitero Verano, in dessen jüdischer Sektion Susskind gelegentlich für die Toten betet, eine mahnende Grabinschrift („O Crime Orribile“), die an die barbarischen Verbrechen im Konzentrationslager Auschwitz erinnert (S. 93 f.).
Schließlich findet er kurz vor Weihnachten den vermeintlichen Dieb auf den Stufen des Petersdoms, der dort ironischerweise Rosenkränze an Touristen verkauft (S. 95 f.). Auch das Versprechen einer Belohnung für die Wiederbeschaffung der Aktenmappe kann den Schnorrer nicht dazu bewegen, das Manuskript herauszugeben (S. 96 f.). Fidelman folgt daher Susskind heimlich in dessen armselige Behausung im jüdischen Ghetto und durchsucht sein Zimmer, allerdings erfolglos (S. 97 f.).

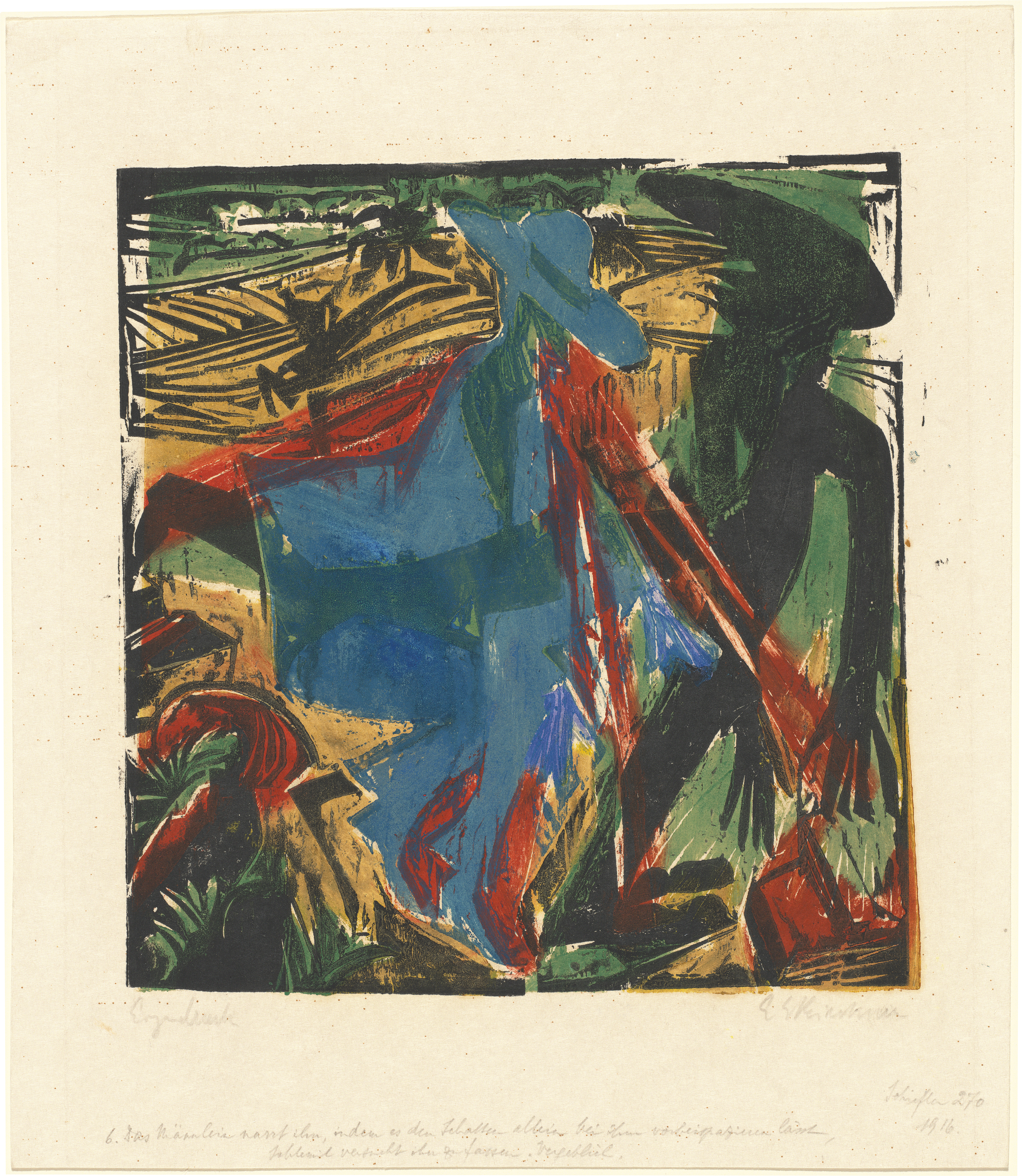
Kirchner - Schlemihls Begegnung mit dem Schatten

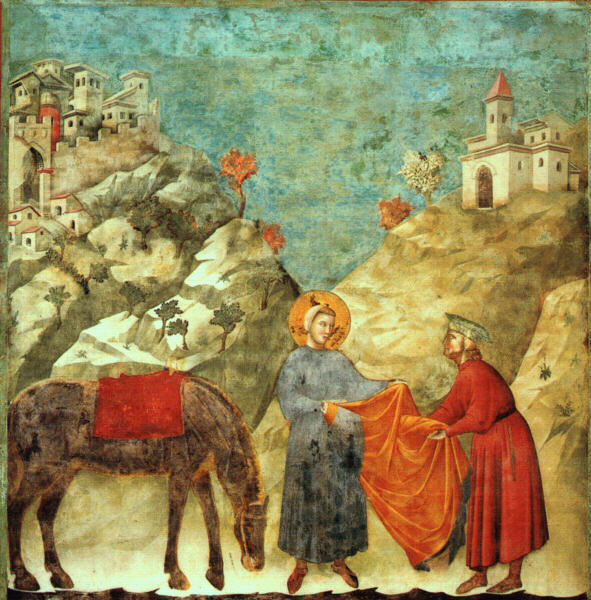
Fresko Giottos aus der Basilika San Francesco: Der heilige Franziskus übergibt seinen Mantel an einen Armen, 1297–1300

Des Nachts erscheint ihm er in einem Traum Susskind, der sich auf einem Friedhof aus einem Grab als schwebender Schatten erhebt. Der Geist führt ihn nach der Frage, wozu Kunst diene, durch das Ghetto in eine Synagoge und macht ihn auf eben jenes Fresko Giottos (San Francesco dona le vesti al cavaliere povero) in der Synagogenkuppel aufmerksam, dass den heiligen Franziskus zeigt, wie er seinen goldenen Mantel an einen spärlich bekleideten alten Ritter überreicht (S. 98 f.).
Erschreckt wacht Fidelman aus seinem Traum auf und eilt unverzüglich zu Susskinds Unterkunft, um diesem seinen Anzug zu schenken. Beim Weggehen übergibt Susskind ihm daraufhin die verschwundene Schweinsledermappe, die jedoch leer ist. Wie Fidelman nun klar wird, hat Süsskind bei seiner Ankunft das Manuskript über Giotto mit einer Kerze angezündet und verbrannt. Als Fidelman ihn voller Zorn beschimpft und bedroht, erwidert der Susskind nur, bevor er sich auf die Flucht begibt: „Ich habe Ihnen einen Gefallen getan. [...] Es waren nur Worte, aber der Geist fehlte!“ („I did you a favour. [...] The words were there but the spirit was missing.“, S. 100).
Während einer wilden Verfolgungsjagd durch das jüdische Ghetto überkommt Fidelman plötzlich „eine überwältigende Einsicht“ („a triumphant insight“, S. 100). Halb schluchzend ruft der Susskind zu, es sei alles vergeben („All is forgiven“, S. 100). Dieser läuft jedoch weiter, bis er den Blicken entschwunden ist („[...] but the refugee ran on. When last seen he was still running.“, S. 100).

## Interpretationsansatz
Bereits in dem expositorischen Eingangsteil deutet sich an, dass der Protagonist Arthur Fidelman auf der Suche nach sich selbst ist. In der neuen Umgebung Roms glaubt er seine Vergangenheit abstreifen zu können und ein besseres Leben zu finden. Äußerlich als Reisender neu gekleidet mit einem Schnurrbart als Zeichen des Neubeginns bewahrt Fidelman, der jüdische Junge aus der Bronx (S. 80), sein kostbarstes Gut, das erste Kapitel seines Giotto-Buches, sorgsam gehütet in einer neuen Schweinsledermappe auf, die er nicht aus der Hand gibt. Gleichsam wie ein Emblem symbolisiert dieses Manuskript seine Hoffnung auf eine erfolgreiche Zukunft in seiner neuen Identität. Zugleich verrät der schäbige alte Koffer, den er sich von seiner Schwester geliehen hat und der ihm peinlich ist, dass er sich zwar von der dadurch repräsentierten Vergangenheit abwenden möchte, die nicht verdrängbaren Zeichen seiner gescheiterten Vergangenheit aber dennoch mit sich trägt. Wie viele andere Figuren der zeitgenössischen jüdisch-amerikanischen Literatur wird er sich entscheiden müssen, ob er Jude oder Amerikaner, „Fidelman“ oder „Arthur“ sein will.
Kaum angekommen, wird er mit „Shalom“ begrüßt und in der Gestalt Susskinds von seiner Vergangenheit eingeholt. Kurz zuvor hatte Fidelman, sich in den Augen des Fremden spiegelnd, das Gefühl, „sich selbst bis in die kleinste Einzelheit zu sehen, so wie er jetzt war“ („the sensation of suddenly seeing himself as he was“, S. 74) und verspürte dabei ein „bittersüßes Vergnügen“ (bittersweet pleasure, S. 74). Seine romantische Selbstüberschätzung als empfindsamer Mensch voll tiefen Gefühls steht dabei in ironischem Kontrast zu dem personal erzählten Text; die zentralen Themen der Erzählung, der Widerspruch von Sein und Schein, die Frage der kulturellen Identität und der Prägung der Gegenwart durch die Vergangenheit sind derart bereits in dem Anfangsteil der Erzählung angelegt, als der erschrockene Tourist Fidelman von dem skurrilen Fremden auf dem Bahnhof angesprochen wird.

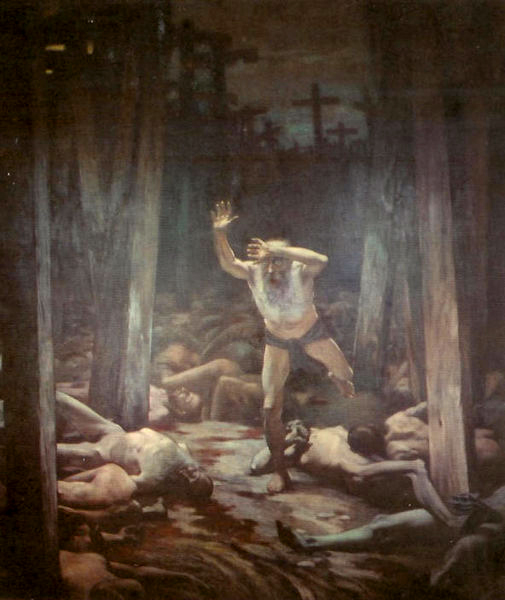
Illustration: Der Wandernde Jude von Samuel Hirszenberg, 1899

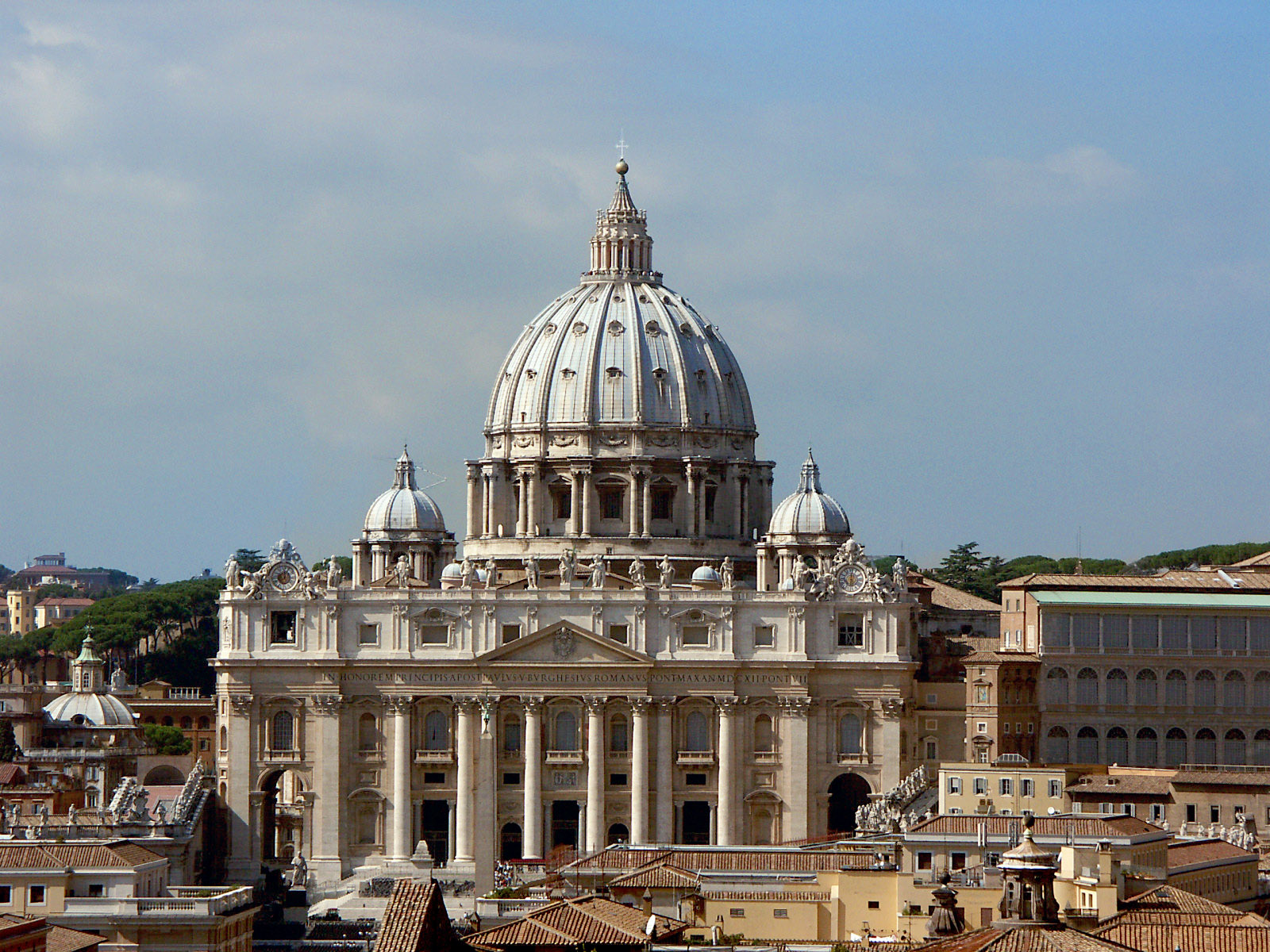
Petersdom in Rom

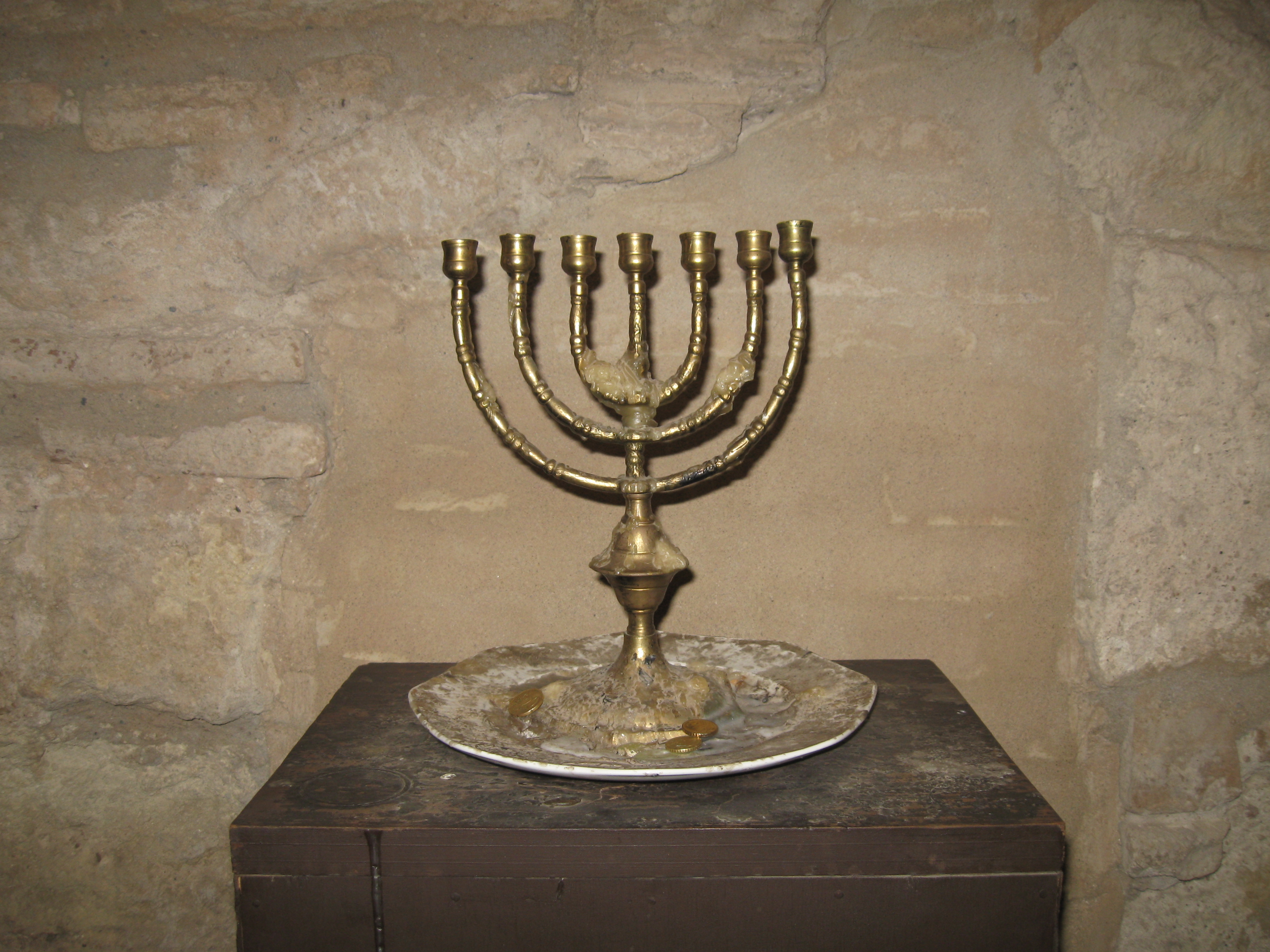
Menora in einer jüdischen Synagoge

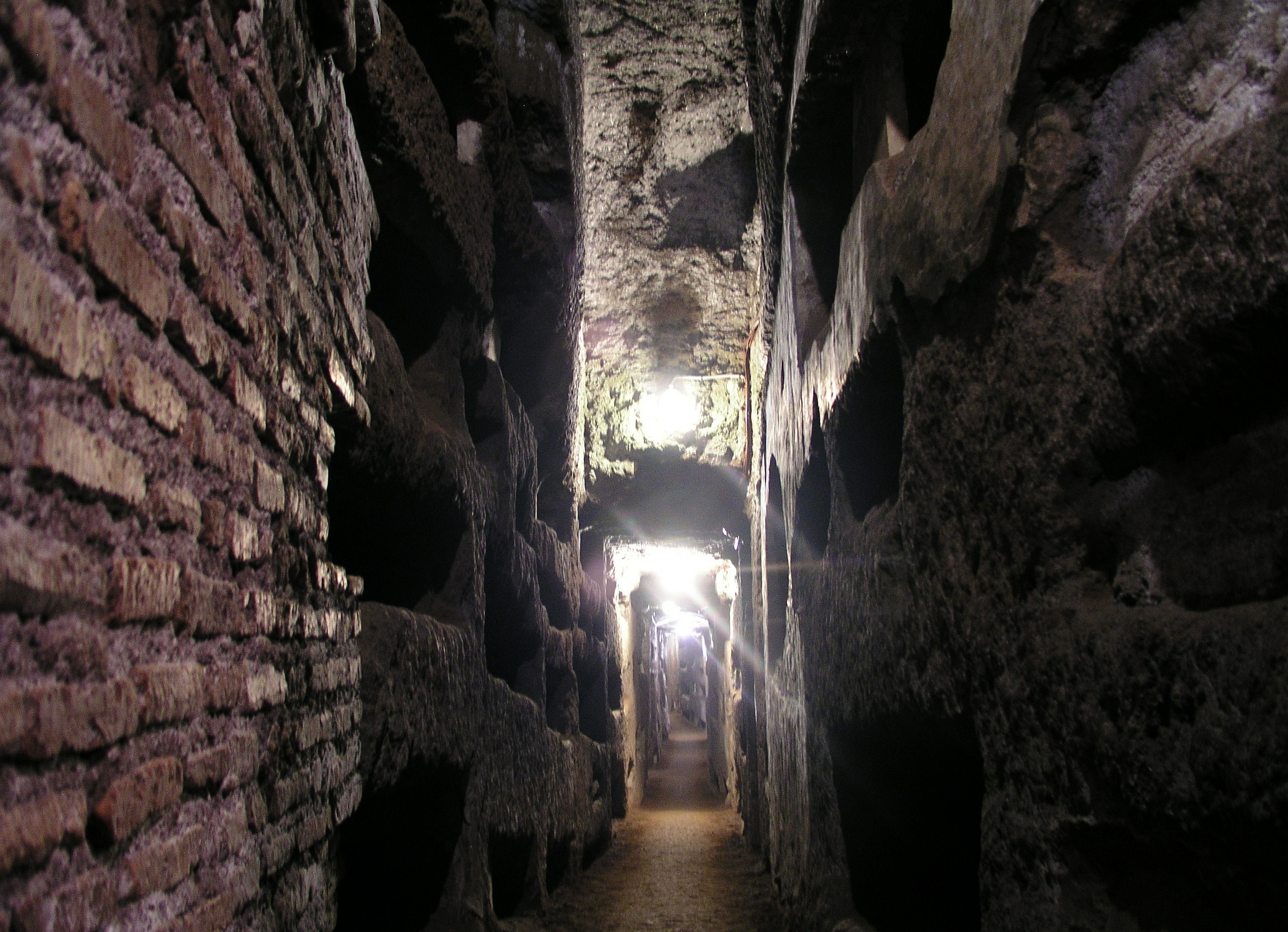
Katakomben in Rom

Fidelman, der naive und unerfahrene Schlemihl aus Amerika, der mit dem von seiner Schwester geliehenen Geld (S. 78) und großen Plänen vor den Widersprüchen seiner eigenen Existenz in die Kunstgeschichte des Trecento fliehen wollte, steht dem abgerissenen „Schnorrer“ (S. 75) und Lebenskünstler bzw. „luftmensch“ („I eat air“, S. 83) gegenüber, dem Inbegriff des wandernden bzw. ewigen Juden und Ahasverus („I‘m always running“, S. 76; dt.: „Ich bin immer auf der Flucht.“), der aus Deutschland, Ungarn und Polen fliehen musste und auch in Israel keine neue Heimat finden konnte (S. 76). Die Auseinandersetzung mit den Widrigkeiten seiner eigenen Geschichte und der seines Volkes wird unvermeidbar für den Kunststudenten, der die Geschichte allenfalls aus Büchern kennt („He had read“, S. 80), nicht aber wie Susskind am eigenen Leib erlebt hat. Der sich derart andeutende Gegensatz verweist zugleich auf den unweigerlich folgenden Konflikt nicht nur zwischen dem Kunstkritiker und dem Lebenskünstler, sondern auch zwischen Denken und Tun bzw. zwischen Theorie und Praxis.
Auf die Frage Susskinds, ob er etwa als Professor mit einem Stipendium („grant“) in Rom sei (S. 77), vergleicht sich Fidelman selbst mit dem trotz seiner geistigen Höhenflüge ebenso unreifen wie lebensuntüchtigen Hauslehrer Trofimow aus Tschechows Komödie Der Kirschgarten (S. 77). Damit charakterisiert er sich in unwissentlicher Vorausdeutung zugleich aufschlussreicher, als er ahnt: Er wird weitaus Wichtigeres lernen, als er geplant hat.
Vorerst gelingt es Fidelman, der auf keinen seiner Anzüge verzichten möchte, Süsskind mit einem Almosen abzuspeisen. Voller Ehrgeiz stürzt er sich in seine kunstgeschichtlichen Studien und widmet sich ganz den Kunstschätzen der Ewigen Stadt. Dabei erlebt er die Geschichte der Stadt, die ihm als geheimnisvoll erscheint („mysterious“, S. 80), als aufwühlende sinnliche Erfahrung („sensuous experience [...] excited his thoughts more than he thought good“, S. 80), die für ihn „erhebend und bedrückend“ zugleich ist („It uplifted and depressed“, S. 80).
Eine Woche später steht Susskind jedoch plötzlich wie aus dem Nichts wieder vor ihm, bittet erneut um einen Anzug und wird ein weiteres Mal mit einem kleinen Geldbetrag abgespeist. Bei dieser zweiten Begegnung kommt es zu einem bedeutsamen Wortwechsel, als Fidelman in einer Variation der selbstgerechten Frage Kains aus dem 1. Buch Mose „Bin ich meines Bruders Hüter?“ (Genesis 4:9) voller Empörung Susskind fragt, warum er denn für ihn verantwortlich sein solle (S. 83 f.). Susskinds entgegnet, er sei verantwortlich, weil er ein Mensch und Jude sei. Damit appelliert er nicht nur an den ethisch-kulturellen Glaubensgrundsatz der Brüderlichkeit und wechselseitigen Verantwortung aller Juden füreinander, sondern deutet zugleich auf das universellere Motiv des menschlichen Mitleidens bzw. des stellvertretenden Leids als Grundlage der Menschlichkeit, das auch in anderen Werken Malamuds wie z. B. The Assistant eine zentrale Rolle spielt.
Fidelman weist jedoch zunächst als selbsternannter Individualist („single individual“, S. 84) eine solche Verpflichtung von sich und zeigt damit gleichzeitig seine tiefgreifende Entfremdung vom eigenen kulturellen Erbe. Obwohl er versucht, sich den Nachstellungen des heimat- und ausweislosen Flüchtlings zu entziehen (S. 78f., 82 und 84), sucht Susskind ihn wiederum auf und bittet ein drittes Mal um einen Anzug. Als Fidelman in voller Zorn zitternd als „völlig verantwortungslos“ („utterly irresponsible“, S. 86) zurückweist, ohne sich der Ironie seiner Aussage bewusst zu sein, variiert Susskind beim Abschied ein weiteres Mal das Thema des tätigen Mitleidens, das die Menschen verbindet und ihre Humanität begründet. So weist er darauf hin, dass sowohl der Geber als auch der Nehmer an diesem Mitleiden beteiligt sein sollten: Er wolle nicht immer nur nehmen, sondern würde, wenn er etwas hätte, es auch geben (S. 86). Fidelman und Susskind sind an dieser Stelle dreimal aufeinander getroffen; dabei hat der seiner eigenen Kultur entfremdete Kunstkritiker dreimal, ebenso Simon Petrus seinen Herrn, seine Humanität verleugnet und als Mensch versagt.
Mit dem Verschwinden des Manuskripts am Abend nach dieser dritten Begegnung erreicht Malamuds Erzählung einen ersten Höhepunkt, der zugleich eine Wende in der Handlungsführung zur Folge hat. Von nun an wechseln die Rollen des Verfolgers und des Verfolgten. Trotz der Unbegründbarkeit seines Verdachts ist Fidelman davon überzeugt, dass nur Susskind das Manuskript entwendet haben könne, und begibt sich auf die verzweifelte Suche nach dem Dieb. Da es für ihn keine Möglichkeit gibt, das verlorene erste Kapitel seiner Arbeit über Giotto zu rekonstruieren, sieht er sich der einzigen Grundlage für die erhoffte bessere Zukunft beraubt. Er ist nicht mehr fähig zu arbeiten und irrt von Angstträumen geplagt sowie zunehmend desorientiert („growing anxiety, almost disorientation“, S. 90) durch die Straßen Roms auf der Suche nach dem spurlos verschwundenen Susskind. Aus dem Kunstkritiker, der die Distanz eines unbeteiligten Beobachters glaubt wahren zu müssen und der jegliche Art von emotionaler Anteilnahme bzw. Erregung für einen Kritiker als unangemessen ansieht (S. 80), dabei aber seine Menschlichkeit verliert, wird nun ein unmittelbar und existenziell Betroffener. An die Stelle kühler Rationalität treten fortan quälende Emotionen; auf ironische Weise erfüllt sich jetzt das zuvor mehrfach abgeschlagene Angebot Susskinds, Fidelman als Fremdenführer zu begleiten.
Auch Fidelmans äußeres Erscheinungsbild ändert sich; aus dem reisenden Kunststudenten und Touristen, der – wie seine Kleidung und die Szene beim Essen in der Trattoria gleichsam symbolisch zeigen – ein Fremder blieb, auch wenn er vordergründig versuchte sich anzupassen (S. 84 f.), wird – durch den Wechsel der Bekleidung auch metaphorisch versinnbildlicht – ein nicht mehr ohne Weiteres zu unterscheidender Mensch, der fortan statt der auffälligen ochsenblutfarbenen Schuhe „ein Paar schwarzer italienischer Schuhe“ trägt. Der einstige Theoretiker, der die Probleme der Vergangenheit allenfalls aus der Distanz zu reflektieren versuchte, steht nunmehr vor der praktischen Bewältigung seiner gegenwärtigen Existenzprobleme; an die Stelle der theoretischen Beschäftigung mit der Kunstgeschichte tritt die Auseinandersetzung mit der Leidensgeschichte seines Volkes, der er sich zuvor zu entziehen versuchte. So hatte er beispielsweise Susskinds Andeutung auf die Pogrome und die Massenvernichtungen in der Geschichte seines Volkes mit dem Hinweis abgetan, dass alles sei „so lange her“ („so long ago“, S. 76); die italienische Renaissance schien ihm näher als Auschwitz.
Seine Suche führt ihn in die ungeheizten Synagoge der Sephardim (S. 91 f.), in das Labyrinth der stinkenden Elendsgassen voller Unrat im menschenunwürdigen jüdischen Ghetto (S. 93) und auf die am Sabbath verlassenen Friedhöfe, deren zahllose Grabsteine unabwendbar die Gräueltaten der Vernichtungslager bezeugen (S. 93 f.). Die erhabene und ihn zuvor erhebende Geschichte der großen Kunst wird ersetzt durch die Geschichte der kleinen Leute, die ihn immer mehr bedrückt, jedoch, wie er sich eingestehen muss, zugleich sein Leben um Jahre bereichert („oppressed by history ... it added years to his life“, S. 93). Immer augenscheinlicher wird die frenetische dreimonatige Jagd nach dem verschwundenen Manuskript, die wie ein Fluch auf ihm liegt (S. 94), zu einer Suche nach seiner eigenen Identität (S. 95). Dabei sieht er sich in seiner Einbildung zunehmend mit der rätselhaften Persönlichkeit Susskinds verstrickt sieht („entangled with Susskind‘s strange personality“, S. 94). Das verlorengegangene Kapitel erweist sich mehr und mehr als ein Teil seiner Vergangenheit und damit seines Selbst; seine Reise nach Europa wird somit zu einer „Initiationsreise mit dem Ziel einer schmerzlichen Selbstfindung“.
Bezeichnenderweise spürt Fidelman schließlich kurz vor Weihnachten den entschwundenen Susskind auf den Stufen des Petersdoms auf. Dieser trägt nun die gleiche Kleidung wie Fidelman („beret and long G. I. raincoat“, S. 95); die beiden haben sich auch äußerlich angeglichen, der naive, geschichtslose und „unschuldige“ Jude aus Amerika hat inzwischen auf bittere Weise die fehlenden Erfahrungen gemacht und in Susskind sein alter ego ausgemacht. Bereits im Anfangsteil der Erzählung findet sich eine symbolische Vorausdeutung auf diese untrennbare Verbindung zwischen dem Schlemihl und dem Schnorrer, der als „katalytische Figur“ („catalytic character“) den Wandel in Fidelmans Persönlichkeit auslöst.
Susskind erscheint bei seinem ersten Auftreten nicht nur zufälligerweise vor einem Steinsockel der etruskischen Wölfin, die einst Romulus und Remus säugte. Ebenso wie die mythologischen Gründer der Ewigen Stadt sind Fidelman und Susskind gleichsam wie Zwillinge miteinander verbunden. Als Fidelman den Flüchtling entdeckt, der ironischerweise Rosenkränze („rosaries“, S. 95) verkauft, wird dies von dem Erzähler sogleich mit der Bemerkung „ecco, Susskind!“ (S. 95) kommentiert, die ebenso wie die Datierung des Geschehens auf die Vorweihnachtszeit in nunmehr biblischer Symbolik auf Pontius Pilatus und dessen „Ecce homo“ verweist.
In verschiedenen Passagen der Erzählung wird Susskind vom Erzähler entweder als „seltsam bewegungslos, eine gefühllose Statue“ („oddly motionless, an impassioned statue“, S. 78, 82 und 84)) oder aber als ständig auf der Flucht („in flight ... always running“, S. 76 und 100 f.) beschrieben; in stehender Pose dient er Fidelman als Spiegel, in der Fluchtbewegung als Führer. Er scheint gleichsam über übersinnliche Fähigkeiten zu verfügen und entdeckt Fidelman in jedem seiner verborgen gehaltenen Unterkünfte. Sobald Fidelman Engelsdarstellungen betrachtet, taucht stattdessen Susskind wie aus dem Nichts auf (S. 80 ff.) und steht jetzt einem Symbol gleich als ewiger Mahner vor der Petersbasilika. Auch durch die Anspielung im Titel der Geschichte auf den „letzten Mohikaner“ James Fenimore Coopers und die versteckte Andeutung auf Uncas in anderen Teilen der Kurzgeschichte gleichsam wie in einer intertextuellen Parodie (so wird Susskind etwa von dem Erzähler mit einem „cigar store Indian“ verglichen, S. 78) wird die Bedeutung des „ecco, Susskind!“ weiter untermalt. Zugleich deutet dieser Verweis assoziativ an, dass Fidelman wie Pilatus versucht hat, seine Hände in Unschuld zu waschen, indem er die Verantwortung für den Flüchtling abgelehnt hat.
Als Fidelman am darauf folgenden Tag Susskinds armselige Behausung im Ghetto, „eine pechschwarze, eiskalte Höhle“ („a pich black freezing cave“, S. 97) heimlich nach dem Manuskript durchsucht, wird ihm, der bislang nur Selbstmitleid kannte, Susskinds Elend in vollem Umfang bewusst. Der zunächst vordergründige Hinweis in der Erzählung, dass er sich von diesem Besuch nie mehr ganz erholte („from the visit he never fully recovered“, S. 98) deutet an, dass sich Fidelmans bisherige Selbstbezogenheit auflöst und er vor einer ihn völlig verändernden Einsicht steht.
Unmittelbar nach der Entwendung des Manuskripts hatte er bereits in einem ersten, für ihn zunächst unklaren Offenbarungstraum geträumt, er verfolge mit einem siebenarmigen Kandelaber („with a seven-flamed candelabrum“, S. 88), d. h. der kultisch-rituellen jüdischen Menora, in der Hand den flüchtigen Susskind durch die alten jüdischen Katakomben unter der Via Appia. Doch Susskind kennt die Höhlen und Gänge genau und verschwindet immer wieder, bis Fidelman nach dem Verlöschen seiner Kerzen „blind und einsam“ in dem „Grabesdunkel“ zurückbleibt („leaving him sightless and alone in the cemetrial dark“, S. 88).

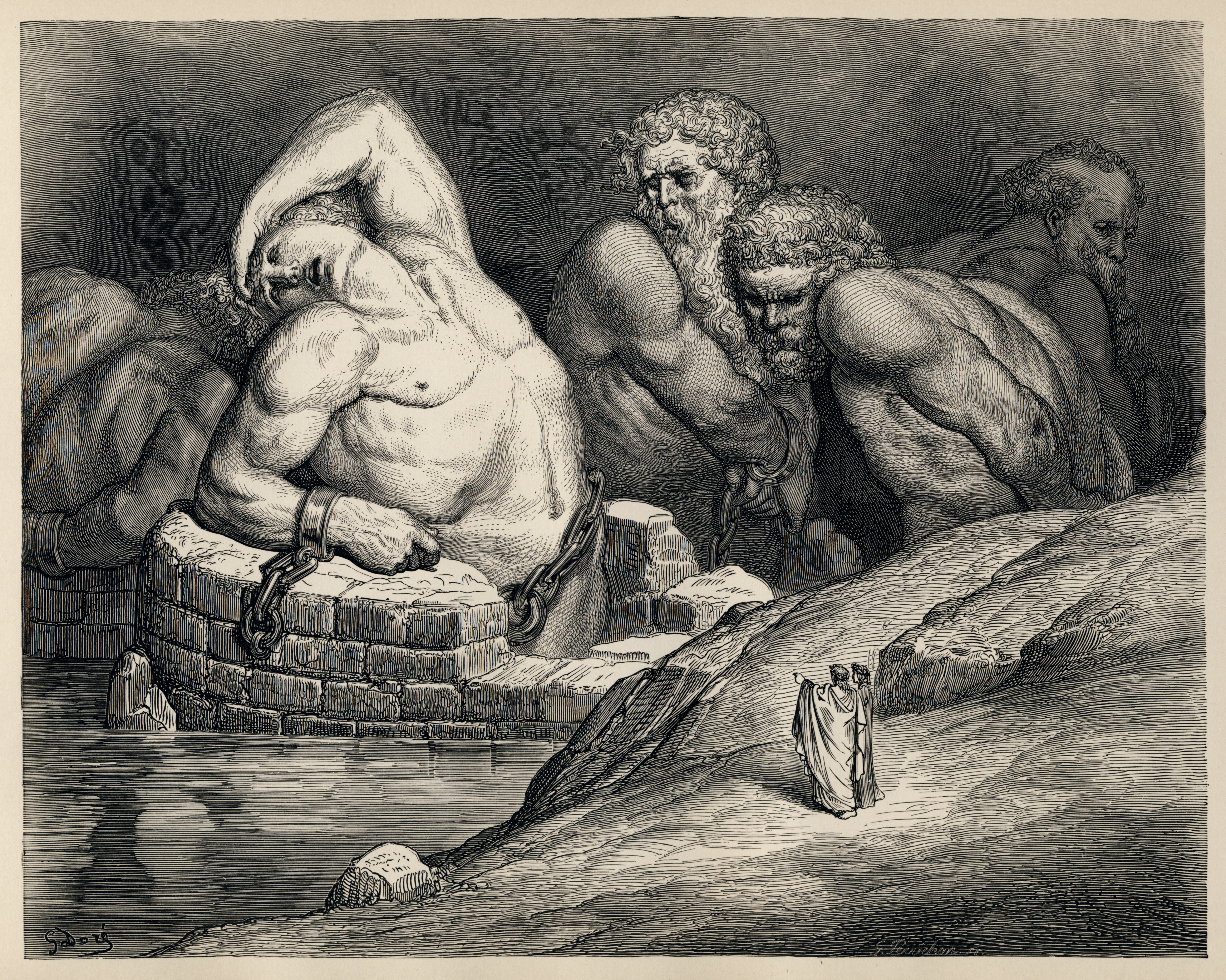
Illustration zum Inferno in Dantes Göttliche Komödie von Gustave Doré, 1857

Auf der Suche nach Susskind offenbart sich ihm anschließend die Geschichte seines Volkes und der Opfer von Terror und Verfolgung; im Nachhinein erweist es sich zugleich als bittere Ironie, dass die erste geschichtliche Sehenswürdigkeit, die er unmittelbar nach seiner Ankunft in Rom voller Begeisterung erblickt, ausgerechnet die Ruinen der Thermen des Diokletian sind (S. 74), jenes berüchtigten römischen Kaisers, der durch seine brutalen Christenverfolgungen in die Geschichte einging. Als Susskind seine Dienste als Fremdenführer anbietet, schlägt er Fidelman gleichermaßen als erstes eine Besichtigung dieser Thermen vor, denn drinnen „stehen ein paar wunderschöne römische Sarkophage“ („There are some enjoyable Roman coffins inside.“, S. 79).
Die bereits im Anfangsteil anklingende Sarg- und Grabsymbolik bzw. -metaphorik wird in der Beschreibung der dreimonatigen Odyssee Fidelmans auf der fieberhaften Suche nach Susskind und dem verschwundenen Manuskript vielfältig verdichtet. Die zahlreichen Verweise auf Höhlen, Katakomben, Friedhöfe, Grabsteine und Särge sowie die Beschreibung der engen, krummen („crooked“, S. 92), labyrinthischen („mazed“, S. 93) Elendsgassen des jüdischen Ghettos, in dem die Menschen in „dunklen Löchern“ („dark holes“, S. 93) leben, greifen motivisch das waste land-Thema Eliots auf, das Malamud auch in anderen seiner Werke variiert.
Fidelmans Identitätsfindung wird in dieser symbolträchtigen Reise zum Selbst zu einem Descensus ad inferos, einem Abstieg in die Tiefen des Unbewussten. In einem weiteren Offenbarungstraum nach dem Besuch in Susskinds Behausung findet Fidelman sich erneut auf einem Friedhof mit dicht beieinander stehenden Grabsteinen wieder. Aus einem leeren Grab erhebt sich ein Schatten, der als „Virgilio Susskind“ winkt (S. 98). Vergil fungiert in Dantes Commedia Divina als Führer durch die Unterwelt; Susskind, der sich mehrfach als „guide“ angeboten hat und den Fidelman unter anderem auch auf der Piazza Dante gesucht hat (S. 90), wird so zum Mentor der „Initiationsreise durch sein eigenes inferno und purgatorio“.
Bevor Susskinds Schattenfigur in Fidelmans Traum davonschwebt, fragt sie ihn, ob er Tolstoi gelesen habe und wozu die Kunst diene („Have you read Tolstoy? ... Why is art?“, S. 98). Diese beiden Fragen weisen den träumenden Fidelman auf sein eigentliches existenzielles Kernproblem; der Titel von Tolstois Schrift What is Art? wird subtil in die Frage nach dem Sinn und Zweck der Kunst und darüber hinaus zugleich in die Frage nach dem Sinn des Lebens umgewandelt. Fidelman folgt seinem Führer im Traum in jene Synagoge, in deren Kuppel er das berühmte Fresko Giottos über die Mantelgabe des heiligen Franz von Assisi erblickt. Die erträumte Zusammenschau des realen Susskind, den Fidelman seit drei Monaten sucht, mit Dantes literarischer Figur des Vergil, der seinen Schützling in dem Danteschen Werk durch die Welt führt, leitet Fidelman zu eben jenem Fresko Giottos, an dessen Deutung er arbeitet. Die Verschmelzung des Freskos mit der Synagoge, in der er Fidelman gesucht hat, und der kritischen Schrift Tolstois, der nach seiner spirituellen Krise jegliche Kunst verwarf, solange sie nicht moralischen Zwecken dient, bewirkt bei Fidelman in einem „shock of recognition“ wie in einer Joyceschen Epiphanie eine entscheidende Einsicht aus, die ihn und sein Leben zutiefst verändert.
Fidelman, der nicht bereit war, einem Bedürftigen einer seiner Anzüge zu überlassen, sich jedoch anmaßte, eben jenes Bild der Mantelgabe von Giotto zu deuten, erkennt schließlich „schockhaft die ganze Verlogenheit seiner Existenz und die tiefe Kluft zwischen seiner Anmaßung als Kritiker und seinem Versagen als Mensch, zwischen idealistischem Denken und egoistischem Tun“. Mit der Assoziation durch den Namen Tolstoi und der im Bild Giottos gezeigten Bedeutung der uneigennützigen Gabe an einen Bedürftigen wird zugleich Malamuds Aussage in dieser Kurzgeschichte verdeutlicht: Kunst muss auf das Leben bezogen sein; ein amerikanischer Jude, der seine Geschichte verleugnet und sich anmaßend einbildet, die Malerei des Trecento kritisch deuten zu können, ist nicht weniger widerspruchsvoll als ein jüdischer Flüchtling, der vor der Vatikanischen Basilika Rosenkränze anbietet.
Zugleich erschreckt und gewandelt erwacht Fidelman aus seinem Traum. Sein Vorhaben, ein kritisches Meisterwerk über Giotto zu schreiben („Giotto reborn!“, S. 94, dt.: „Eine Wiedergeburt Giottos!“), ist bedeutungslos geworden; stattdessen erlebt er – paradoxerweise ausgelöst durch den Verlust des Manuskripts – durch Susskinds Führung im jüdischen Ghetto seine eigene spirituelle Wiedergeburt. Als er den Flüchtling in seinem Zimmer aufsucht, um diesem seinen Anzug zu übergeben, verlangt er keinerlei Gegenleistung mehr („Nothing at all“, S. 100). Daraufhin eilt Susskind ihm nach und überreicht ihm die lange Zeit vermisste Schweinsledermappe (S. 100). Was zuvor durch Versprechungen oder Forderungen nicht erreicht werden konnte, bewirkt jetzt die gute Tat: Fidelman erhält seinen kostbarsten Besitz zurück.
Der letzte und schwerste Schritt steht jedoch noch aus. Beim Öffnen der Tasche bemerkt Fidelman, dass sie leer ist; Susskind hat zuvor mit einer Kerze die Blätter des Manuskripts verbrannt (S. 100). Als Fidelman den fliehenden Susskind verfolgt und ihn bedroht, bittet dieser um „Erbarmen“ („Have mercy“, S. 100) und ruft ihm zu, er habe ihm nur einen Gefallen getan, da es sich nur um Worte gehandelt habe, denen der Geist fehle (S. 100). Während der weiteren wilden Verfolgungsjagd kommt dem atemlosen Fidelman am Ende jene letzte „überwältigende Einsicht“ („triumphant insight“, S. 100), die seinen Wandlungs- und Läuterungsprozess abschließt: das Akzeptieren der Niederlage ist für ihn zugleich ein Triumph. Zwar hat er das erste Kapitel seines Giotto-Manuskripts verloren, dafür jedoch „ein verschüttetes Kapitel seiner eigenen Lebensgeschichte zurückgewonnen und die schmerzhafte Lektion der Selbstlosigkeit“ gelernt.

## Erzähltechnische Gestaltung
Die drei entscheidenden Monate aus dem Leben des jüdisch-amerikanischen Protagonisten werden in dieser konventionell aufgebauten Kurzgeschichte Malamuds mit Exposition, steigender Handlung, Peripetie, fallender Handlung und Dénouement in fast regelmäßigem Wechsel von szenischer Darstellung und summarisch-raffendem Bericht geschildert.
Als Susskind, der Schnorrer, für Fidelman, den Schlemihl, seine Aufgabe als Mentor erfüllt hat, wechselt die Erzählperspektive in der Schlusssequenz vom zuvor überwiegend personalen zum auktorialen Erzählen. Die Geschichte endet mit einem für die parabelhaften Erzählungen Malamuds typischen Schlusssatz: „Er blieb stehen, aber der Flüchtling lief weiter. Er lief immer noch, als er den Blicken entschwand“ („He came to a dead end but the refugee ran on. When last seen he was still running.“, S. 100).
Einerseits ist Malamuds The Last Mohican eine durchaus realistisch gestaltete Erzählung, die in der konkreten Wirklichkeit der 50er Jahre spielt und durch genaue geografische und zeitgeschichtliche Angaben eindeutig in der Realität verankert wird. Andererseits ist diese Kurzgeschichte mit ihren reichhaltigen intertextuellen Anspielungen und literarischen, biblischen, historischen, motivischen und symbolischen Verweisen zugleich eine zeitlos gültige Parabel. Mit Hilfe dieser reichhaltigen Vernetzung von symbolisch-motivischen Andeutungen oder Anklängen variiert Malamud in seiner Erzählung ein grundlegendes, überzeitliches Problem der zwischenmenschlichen Existenz, das durch das subtil angelegte Assoziationsgeflecht eine gleichsam mythische Bedeutungsdimension eröffnet.
Auffällig in der Erzählgestaltung ist darüber hinaus die oftmals komisch wirkende, ebenso für Malamuds Erzählstil charakteristische Verbindung von Banalität und Pathos, vor allem in der szenischen Darstellung der von Susskind gesprochenen Passagen. Die Dialoge gewinnen durch jiddische Entstellungen, beispielsweise nicht umschriebene Fragen, fremdartige Ellipsen oder ungewöhnliche Verkürzungen, einen unverfälschten Klang von Authentizität und Unmittelbarkeit. Gleichzeitig wird durch humorvolle Bilder oder Vergleiche, die Inkongruentes zusammenbringen bzw. zusammenzwingen, der komische Effekt verstärkt und ebenso ironische Distanz erzeugt. Diese Leichtigkeit im Erzählton intensiviert durch den Kontrast zugleich die thematische Tiefe bzw. Tragik der Dialoge über die Unausweichlichkeit des menschlichen Leidens und der Notwendigkeit der zwischenmenschlichen Verantwortung und erzeugt auf Leserseite unmittelbare Anteilnahme. Der Erzähler verbindet zudem an zahlreichen Stellen realistisch-naturalistische mit lyrisch-symbolischen Elementen. Diese Nebeneinanderstellung von „Alltäglichem und Außergewöhnlichem, Trivialem und Transzendentem“ sowie gesellschaftskritischen Details und allegorischen Verweisen schafft einen fiktionalen Bezugsrahmen, in dem es für Malamud möglich wird, in der abendländischen Literatur eher abgedroschene Themen wie Identitätssuche, Prägung der Gegenwart durch die Vergangenheit bzw. die Diskrepanz von Sein und Schein und die problematische Beziehung von Kunst und Leben oder die schmerzhafte Entwicklung von naiver Unschuld zu desillusionierter Erfahrung auf neue wirkungsvolle Weise zu gestalten. Derart wird aus der Konfrontation vielfach variierter Typen wie des Schlemihls und des Schnorrers, des Möchtegern-Künstlers oder -Kunstkritikers bzw. des „luftmensch“ und Ashaverus einerseits und der sorgsam aufgebauten Vernetzung vielfältiger Verweise auf literarische Namen und Werke eine einzigartige, zugleich realistische und symbolisch-allegorisch überhöhte Erzählung.

## Wirkungsgeschichte
Die amerikanische Literatur ist seit Nathaniel Hawthorne und James Fenimore Cooper in charakteristischer Weise geprägt durch den Gegensatz von innocence and experience (dt. „Unschuld und Erfahrung“). Auch bei Mark Twain und Henry James wird diese Gegensätzlichkeit in unterschiedlichen Variationen des international theme immer wieder aufgegriffen und als Konfrontation des „American Adam“, d. h. des naiven, unschuldigen Amerikaners, mit einem geschichtsträchtigen, korrupten Europa versinnbildlicht. In der modernen amerikanischen Literatur spielt diese Diskrepanz in dem Erleben des alten Kontinents durch den Touristen oder Reisenden aus den USA ebenso eine große Rolle, wie beispielsweise die Erzählungen von Saul Bellow, J. D. Salinger, James Baldwin oder John Updike zeigen. Malamuds „italienische Geschichten“ folgen in dieser Hinsicht der Tradition der amerikanischen Prosa, gewinnen der Thematik jedoch einen neuen bzw. eigenen Aspekt ab. Rom als Verkörperung des Glanzes und Elendes der abendländischen Geschichte wird hier zum Schauplatz der Begegnung zwischen dem unschuldigen, geschichtslosen amerikanischen Juden mit seinem europäischen Gegenspieler, der durch die Wirren und Gräueltaten in der europäischen Geschichte gekennzeichnet ist.
In The Last Mohican entwickelt Malamud zugleich mit der Initiation des Helden in die Erkenntnis seines Scheiterns und der Akzeptanz seiner Existenz als Schlemihl ein Erzählmuster, das die Grundlage für fünf weitere Episoden aus dem Leben des Protagonisten bildet, die in Romanform zusammengefasst 1969 unter dem Titel Pictures of Fidelman: An Exhibition veröffentlicht wurden. Zentrale Themen dieser ersten Episode, wie z. B. das Verhältnis von Kunst und Leben, die Beziehung von Gegenwart und Vergangenheit oder die Problematik der Identitätsfindung bzw. -verleugnung sowie der Menschlichkeit und zwischenmenschlichen Verantwortung, werden in den weiteren Teilen stets aufs Neue variiert. So wendet sich Fidelman in der zweiten, ebenfalls in Rom spielenden Episode wiederum der Malerei zu, verliebt sich in die falsche Frau, verwechselt Liebe mit Sexualität und verliert nach einer Folge von Erniedrigungen seine Selbstachtung sowie Würde. Allerdings gerät die in The Last Mohican gewonnene „überwältigende Einsicht“ in die Notwendigkeit zwischenmenschlicher Verantwortung, die bereits in dem 1957 erschienenen Roman The Assistant eine grundlegende Rolle spielt, in den fünf anschließenden Episoden, die über einen Zeitraum von elf Jahren bis 1968 entstanden, weitgehend in Vergessenheit. Aus diesem Grunde wurden in der Literaturkritik auch Einwände gegen Herausgabe von Pictures of Fidelman: An Exhibition als einheitlichem Roman geltend gemacht.
Die auffällige Mischung aus realistisch-naturalistischem Erzählen und lyrisch-symbolischer Darstellung sowie das Nebeneinander von Alltäglichem und Außergewöhnlichem oder Trivialem und Transzendentalem in dieser Erzählung Malamuds charakterisiert auch seine anderen Romane oder Kurzgeschichten und entspricht seinem literaturtheoretischen Postulat, dass zeitgenössische Prosa sich „weder auf die poetische Darstellung des Individuellen noch auf die realistische Schilderung der Wirklichkeit beschränken dürfe“. Wie der Autor auf einer Tagung an der Princeton University im April 1963 forderte, müssten Erzählwerke beides miteinander verbinden und darum bemüht sein, „more than the merely realistic“ (dt.: „mehr als das bloß Realistische“) zu schaffen. Archetypische Figuren wie der Schlemihl oder „luftmensch“ bilden dementsprechend die Grundlage für viele seiner Protagonisten wie auch für die seine Kurzgeschichten und Romane durchziehende motivische Darstellung der Welt als Grab oder dunkler Höhle.
Darüber hinaus spiegelt The Last Mohican gleichermaßen Malamuds intensive Beschäftigung mit der europäischen Literatur neben seiner Auseinandersetzung mit der jiddischen und amerikanischen Erzähltradition, wie die vielfältigen literarischen, kunstgeschichtlichen und sonstigen intertextuellen Bezüge zeigen. Charakteristisch für Malamuds gesamtes Werk ist in dieser Kurzgeschichte auch der shock of recognition bzw. die plötzliche Einsicht des Helden, die einen tiefgreifenden Persönlichkeitswandel bewirkt und an die epiphanies bei Joyce erinnert.
Weiterhin ist für die Gesamtaussage dieser Geschichte ein grundsätzlicher Faktor prägend, den Malamud in zahlreichen Reden und Interviews immer wieder betont hat, nämlich dass es die Aufgabe des Schriftstellers sei, einen Beitrag zur Wiederherstellung der Menschlichkeit und der Bewahrung der Zivilisation vor der Selbstzerstörung zu leisten: „My work, all of it, is an idea of dedication to the human. That‘s basic to every book. If you don‘t respect man, you cannot respect my work. I‘m in defense of the human“.
Demgemäß kann Malmuds Erzählung ebenso wenig wie sein Gesamtwerk ausschließlich in die Kategorie der jüdisch-amerikanischen Literatur eingeordnet werden. Seine vielzitierte Äußerung „All men are Jews“ (dt. „Alle Menschen sind Juden“) gilt gleichermaßen für The Last Mohican. Ähnlich wie beispielsweise Frank Alpine in The Assistant (1957, dt. Der Gehilfe) oder der leidgeprüfte jüdische Schneider Manischevitz und der schwarze jüdische Engel Alexander Levine in Angel Levine sind Malamuds Protagonisten in Der letzte Mohikaner nicht nur Vertreter einer bestimmten ethnischen bzw. religiösen Gruppe, sondern zugleich „Repräsentanten aller Menschen, die leiden und sich um ein moralisches Verhalten bemühen“. In dieser Hinsicht ist aus Malamuds Sicht „jeder, der aushält und erduldet, ein Jude“.

## Sonstiges
Malamud äußerte sich selber 1963 in der New York Times zu dem Protagonisten der Erzählung mit dem Geburtsnamen seiner Mutter wie folgt: „Oh, yes, he‘s a favorite, and I‘m still involved with him - the problem of the artist manqué, the man who wants to find himself in art. I hope [...] that he may find himself both in art and self-knowledge“ (dt. in etwa: „Oh, ja, ich mag ihn besonders gern, und ich beschäftige mich immer noch mit ihm - das Problem des gescheiterten Künstlers, des Mannes, der sich selbst in der Kunst finden möchte. Ich hoffe [...], dass er sich vielleicht eines Tages sowohl in der Kunst wie auch in der Selbsterkenntnis finden wird“).
Malamud lebte selber längere Zeit in Italien. Daher ist es nicht verwunderlich, dass The Last Mohican und seine anderen in Europa spielenden Geschichten in Italien und vorzugsweise in Rom angesiedelt sind. Wie Malamud selber äußerte, hätten Italiener und Juden manches gemein.

## Ausgaben
The Last Mohican wurde in Buchform erstmals 1958 in der Sammlung The Magic Barrel im New Yorker Farrar, Straus & Cudahy Verlag veröffentlicht, die 1973 auch als Penguin Taschenbuchausgabe neu aufgelegt wurde. Die Erzählung wurde kurze Zeit nach der Erstveröffentlichung 1958 auch in die Anthologie The Best American Short Stories aufgenommen. 1969 erschien Last Mohican zusammen mit fünf weiteren zwischen 1958 und 1968 veröffentlichten Künstlergeschichten mit der Hauptgestalt des jüdisch-amerikanischen Malers und Kunststudenten Arthur Fidelman als erste Episode der vom Verlag als pikareskem Roman herausgegebenen Erzählsammlung Pictures of Fidelman: An Exhibition.
Die drei verschiedenen Fassungen der Kurzgeschichte weisen geringfügige stilistische bzw. textliche Unterschiede auf. So fehlt beispielsweise die Aussage „Fidelman [...] did not look particularly Jewish“ in den späteren Versionen. Die deutsche Übertragung von Annemarie Böll wurde 1968 unter dem Titel Der letzte Mohikaner als Lizenzausgabe des Kiepenheuer und Witsch Verlags in Taschenbuchform im Fischer Verlag, Frankfurt a. M. und Hamburg, publiziert.
Die englische Ausgabe von Last Mohican ist seitdem in verschiedenen Sammlungen aufgenommen worden, im deutschsprachigen Raum beispielsweise in Bernard Malamud: Idiots First and Other Stories, editiert von Willi Real, Schöningh Verlag, Paderborn 1981, ISBN 3-506-43025-4, S. 73–100.

## Sekundärliteratur
- Peter Freese: Bernard Malamud. In: Peter Freese: Die amerikanische Kurzgeschichte nach 1945. Athenäum Verlag, 1974, ISBN 3-7610-1816-9, S. 180–242, hier vor allem S. 230–235.
- Peter Freese: Bernard Malamud/The Last Mohican. In: Peter Freese (Hrsg.): Die amerikanische Short Story der Gegenwart: Interpretationen. Schmidt Verlag, Berlin 1976, ISBN 3-503-01225-7, S. 205–214. Neu veröffentlicht in: Peter Freese: Die amerikanische Kurzgeschichte - The American Short Story. Langenscheid-Longman Verlag, München 1999, ISBN 3-526-50864-X, S. 287–297.
- Pirjo Ahokas: Through the Ghetto to Giotto: The Process of Inner Transformation in Malamud‘s „Last Mohican“. In: American Studies in Scandinavia, Vol. 19, 1987, S. 57–69. (siehe auch Weblinks)
- Willi Real: Last Mohican. In: Willi Real: Idiots First and other stories by Bernard Malamud · Interpretations and Suggestions for Teaching. Schöningh Verlag, Paderborn 1981, ISBN 3-506-43026-2, S. 68–95.
- Martin Christadler (Hrsg.): Amerikanische Literatur der Gegenwart in Einzeldarstellungen (= Kröners Taschenausgabe. Band 412). Kröner, Stuttgart 1973, ISBN 3-520-41201-2.